# Carrozzeria Barbi
Carrozzeria Barbi S.p.A. — итальянский производитель автобусов.
Фирма занимается сборкой, изготовлением и проектированием собственных туристических
автобусов (кузовов) с двигателями и шасси других компаний (в основном Volvo).

## Современный модельный ряд автобусов Barbi
Galileo HDH — трёхосный автобус длиной 13,8 метров, на шасси Irisbus EuroRider.
Galileo — автобус длиной 10,2 метра, на шасси Volvo B7R.
Genesis HDL — 12-метровый туристический автобус, с 55 сиденьями и багажным отсеком
в 10,5 кубометров.
Genesis HDH — трёхосный автобус длиной 13,8 метров.
Серия Genesis оснащается шестицилиндровыми двигателями Volvo DH12 объёмом 12,1 л на шасси Volvo B12B.